# Tour de l'Aude
El Tour de l'Aude va ser un cursa ciclista professional per etapes que es disputava anualment al departament de l'Aude, al sud de França.
Es disputà, durant el mes d'abril, entre el 1957 i el 1986, tot i que entre el 1964 i el 1972 no ho feu. Els ciclistes que més vegades van guanyar la cursa foren l'italià Francesco Moser i l'australià Phil Anderson, amb dues victòries cadascun.
El 1987 es fusionà amb el Gran Premi del Midi Libre, competició, que va desaparèixer el 2003.

## Palmarès
| Any                    | Vencedor                 | Segon                     | Tercer               |
| ---------------------- | ------------------------ | ------------------------- | -------------------- |
| 1957                   | André Dupré              | Siro Bianchi              | Alfred Tonello       |
| 1958                   | Emmanuel Busto           | Arnaud Geyre              | Siro Bianchi         |
| 1959                   | Jean Plaudet             | Marcel Queheille          | Roger Napolitano     |
| 1960                   | Gérard Thiélin           | René Abadie               | Roger Walkowiak      |
| 1961                   | Simon Leborgne           | Henry Anglade             | Joseph Carrara       |
| 1962                   | Rolf Wolfshohl           | Albertus Geldermans       | Alan Ramsbottom      |
| 1963-1972. No disputat |                          |                           |                      |
| 1973                   | Jean-Pierre Parenteau    | Claude Aigueparses        | Bernard Thévenet     |
| 1974                   | Cees Bal                 | Barry Hoban               | Jean-Jacques Fussien |
| 1975                   | Lucien Van Impe          | Michel Périn              | Joaquim Agostinho    |
| 1976                   | Bernard Hinault          | Hubert Mathis             | Patrick Béon         |
| 1977                   | Jean-Pierre Danguillaume | Ludo Peeters              | Roy Schuiten         |
| 1978                   | Francesco Moser          | René Bittinger            | Eddy Schepers        |
| 1979                   | Francesco Moser          | Pierre-Raymond Villemiane | Michel Laurent       |
| 1980                   | Marcel Tinazzi           | Patrick Perret            | Ferdi Van Den Haute  |
| 1981                   | Phil Anderson            | Palmiro Masciarelli       | Bernard Becaas       |
| 1982                   | Bernard Vallet           | Patrick Bonnet            | Bernard Hinault      |
| 1983                   | Phil Anderson            | Kim Andersen              | Dominique Garde      |
| 1984                   | Pierre-Henri Menthéour   | Joop Zoetemelk            | Pascal Poisson       |
| 1985                   | Silvano Contini          | Iñaki Gastón              | Eduardo Chozas       |
| 1986                   | Jean-Luc Vandenbroucke   | Czesław Lang              | Thierry Marie        |